# Bătălia de la Debrețin
Bătălia de la Debrețin, numită de Armata Roșie Operațiunea Ofensivă de la Debrețin, a fost o bătălie care a avut loc în perioada 6-29 octombrie 1944 pe Frontul de Răsărit în timpul celui de-al doilea război mondial. Bătălia de la Carei a avut loc în timpul acestei bătălii. 
Ofensiva a fost condusă de Frontul al II-lea Ucrainean aflat sub conducerea mareșalului Rodion Malinovski. I s-a opus Armata a 6-a Germană a generalului Maximilian Fretter-Pico și Armata a 2-a și a 3-a Maghiară din Grupul de Armate Ucraina de Sud. Frontul al II-lea Ucrainean a fost sprijinit de grupuri sovietice mecanizate de cavalerie, de Armata 1 și de a 4-a Română.
Unitățile Axei au fost forțate să se retragă aproximativ 160 de kilometri, în timp ce se opuneau Frontului al II-lea Ucrainean care avea ca obiectiv strategic orașul Debrețin în Ungaria. Earl F. Ziemke a considerat bătălia de tancuri care a avut loc în această perioadă drept „una dintre cele mai sălbatice bătălii de tancuri din război”.
Orașul Debrețin a căzut la 20 octombrie în fața a două divizii române, Divizia 1 Infanterie și Divizia Tudor Vladimirescu.

## Context
La 23 august 1944, fostul aliat al Germaniei, România a declarat război Germaniei și aliatului său Ungaria. Apariția ulterioară a Frontului al III-lea Ucrainean al generalului sovietic Fiodor Tolbuhin în România a distrus orice aparență de linie defensivă organizată. La 8 septembrie, Bulgaria, un alt fost aliat german, a declarat război Germaniei. În acest moment, Tolbuhin, ajutat de Frontul al II-lea Ucrainean sub conducerea lui Rodion Malinovski, a distrus treisprezece divizii ale Axei, luând peste 100.000 de prizonieri. Atât Rodion Malinovski, cât și Tolbuhin au fost promovați la rangul de Mareșal al Uniunii Sovietice pentru acest lucru, la 10 și, respectiv, la 12 septembrie.
Aceste evoluții au creat o breșă de 650 de kilometri în grupul de armate al lui Friessner. La 24 septembrie 1944, Grupul de Armate Ucraina de Sud al lui Friessner a fost redenumit Grupul de Armate Sud. Armata a 6-a a generalului Fretter-Pico a format nucleul forței lui Friessner, alături de armata a 2-a Maghiară. Forța germano-ungară a fost numită Grupul de Armate Fretter-Pico. Între timp, forțele sovietice au fost epuizate de Operațiunea Iași-Chișinău și Eliberarea Belgradului și, de asemenea, au trebuit să facă față dificultăților logistice cauzate de diferența de ecartament feroviar utilizat în România.

## Preludiu
Temându-se de încercuire, comandantul grupului de armate al Ucrainei de Sud Generaloberst Johannes Friessner a cerut permisiunea lui Hitler de a se retrage. Hitler a refuzat să-l autorizeze, dar a promis forțe suplimentare pentru grupul de armate al lui Friessner. Hitler a ordonat lui Friessner să înceapă o nouă ofensivă cu scopul distrugerii a două dintre armatele lui Malinovski, armata 27 și armata a 6-a de tancuri de gardă. În plus, i s-a ordonat să recucerească două trecători vitale în Carpații Meridionali.

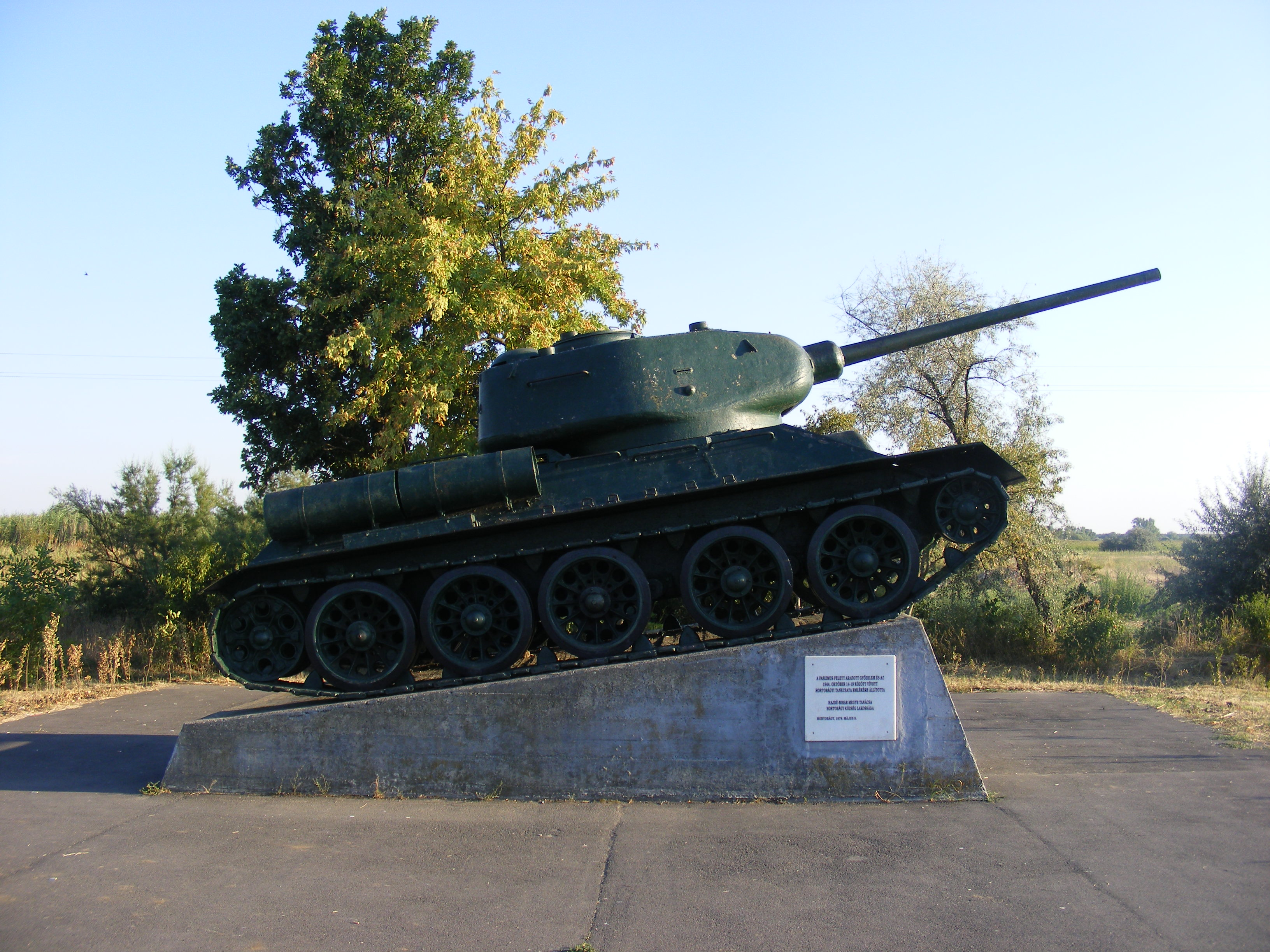
Memorial al Bătăliei de la Debrețin

La 14 septembrie 1944, Malinovski, împreună cu Frontul al III-lea Ucrainean, a lansat Ofensiva de la Belgrad. Friessner a concentrat trupe pentru propria sa ofensivă planificată, iar Frontul al II-lea Ucrainean al lui Malinovski s-a confruntat cu o rezistență grea. După o săptămână de atacuri fără succes, Malinovski și-a anulat ofensiva și a ordonat ca epuizata Armată a 6-a de Gardă de Tancuri Sovietică să se deplaseze în zona de lângă Oradea, împreună cu Grupul mecanizat de cavalerie comandat de Issa Pliev (al 7-lea Regiment mecanizat), al 4-lea Regiment de gardă de cavalerie și al 6-lea Regiment de gardă de cavalerie, cu 389 de tancuri și piese de artilerie și cu al 5-lea Regiment de gardă de cavalerie al generalului maior Serghei Gorșkov (din Grupul Mecanizat de Cavalerie) și cu al 23-lea Regiment de Tancuri atașat.
La sfârșitul lunii septembrie 1944, atât Malinovski, cât și Friessner au primit ordine noi. Acum lui Malinovski i s-a ordonat să atace spre Budapesta dinspre sud, din jurul Aradului. El urma să folosească Armata a 46-a Sovietică și Armata 1 Română, întărite cu grupul mecanizat de cavalerie al lui Pliev în cazul unei misiuni reușite. Restul forțelor lui Malinovski, inclusiv Armata a 6-a de tancuri, Armata a 53-a și Grupul mecanizat de cavalerie al lui Gorșkov, urmau să atace din nord, de lângă Oradea, spre Debrețin. Planul era ca cele două vârfuri de lance să se unească și să înconjoare forțele germane. Între timp, ordinele lui Friessner includeau un atac din Oradea cu Grupul de Armate (Armeegruppe) Fretter-Pico.

## Începutul operațiunii
Operațiunile Frontul al II-lea Ucrainean au început la 6 octombrie 1944, cu „cleștele” sudic al lui Malinovsky atacând lângă Arad și trecând de Armata a 3 Maghiară. Vârful de lance al cleștelui, urmat de grupul mecanizat de cavalerie al lui Pliev, a înaintat aproape șaizeci de kilometri în primele 24 de ore.
Atacul „cleștelui”  nordic s-a confruntat rapid cu dificultăți, ciocnindu-se cu Divizia 1 de Panzere și Divizia a 23-a de Panzere ale Armatei a 3 Germane de Panzere. Până la sfârșitul zilei, cleștele nordic a înaintat doar zece kilometri.
Reacționând rapid, Fretter-Pico a ordonat Diviziei a 76-a de Infanterie să se poziționeze pe linia de atac de lângă Oradea. Aceasta a eliberat Divizia a 23-a de Panzere pentru a se deplasa spre sud și pentru a contracara pătrunderea sovietică de lângă Arad. Divizia germană de Panzer Feldherrnhalle 1, refăcută la Mezőkövesd, a fost pusă în acțiune pentru a proteja potențialele puncte de trecere de pe râul Tisa împotriva unităților frontului ucrainean care înainta.
Până în seara zilei de 7 octombrie 1944, al doilea clește sudic al frontului ucrainean a avansat mai departe spre râul Tisa. Între timp, cleștele nordic era încă blocat lângă Oradea. În această zonă, forțele germano-ungare reușiseră să oprească mai multe încercări de flancare ale Armatei a 6-a de tancuri de gardă.

## Peste Tisa
La 10 octombrie, trupele lui Malinovski au ocupat mai multe capete de pod pe malul vestic al râului Tisa, iar elemente ale armatei a 46-a și ale regimentului 18 de tancuri se deplasau spre Kecskemét, la doar 70 de kilometri de Budapesta. Cu toate acestea, Malinovski a trebuit să redistribuie unele dintre aceste forțe pentru a sprijini înaintarea grupului lui Pliev de cealaltă parte a Tisei. Celelalte trupe ale Frontului al II-lea Ucrainean din acest vârf de lance au fost atacate de cavaleria maghiară și de trupele antiaeriene germane și forțate să se retragă la Tisa la 11 octombrie. În aceeași zi, contraatacurile maghiare (Divizia 1 Blindată și Divizia 23 Infanterie) împotriva Diviziei 243 de infanterie a frontului ucrainean la capul de pod Mindszent au devenit atât de grave, încât Divizia 7 Română din Armata I Română  a fost trimisă în mare grabă la Mindszent pentru a consolida apărarea capului de pod.
Ulterior, Diviziile de Infanterie 2 și 4 Române au preluat capetele de pod ale Frontului al II-lea Ucrainean de lână Szolnok. Capul de pod al Diviziei 4 Română a fost atacat la 19 octombrie de Divizia 1 Maghiară de Cavalerie și Divizia 1 Maghiară de Infanterie, pe care Divizia 4 le-a ținut în loc până când a fost atacată puternic dinspre flancul drept de către Divizia 24 Germană de Panzere, Divizia 4 SS Panzergrenadier și de către Batalionul 503 de Tancuri Grele. Flancul drept al Diviziei 4 Română a cedat și blindatele germane au ajuns în spatele diviziei, tăindu-i retragerea dincolo de râul Tisa și forțând în cele din urmă predarea ei până la 20 octombrie. La 25 octombrie, trei divizii maghiare (1 Cavalerie, 1 Infanterie și 20 Infanterie) au atacat Divizia 2 Română aflată la capul ei de pod. Divizia 2 Română a intrat în panică și s-a retras înapoi peste râul Tisa. Totuși, acest succes maghiar nu s-a mai repetat când a fost făcut un al treilea asalt în perioada 26-29 octombrie împotriva capului de pod al Diviziei 19 Infanterie Română de la Alpar.
La 8 octombrie 1944, grupul mecanizat de cavalerie Pliev și-a mutat atacul spre nord-est. Grupul lui Pliev a avansat rapid de-a lungul principalului drum dintre Szolnok și Debrețin. La Hajdúszoboszló, unitățile avansate ale grupului, Corpul 9 de Gardă Mecanizat și Corpul 6 de Gardă de Cavalerie, au lovit elemente ale Diviziei 23 de Panzere care se deplasau spre sud pentru a opri cleștele sudic. La 9 octombrie 1944, cu sprijinul Armatei a 5-a a Forțelor Aeriene (5-я воздушная армия), grupul lui Pliev a preluat orașul. Germanii s-au retras înapoi în Debrețin și au început să se fortifice în sud-estul orașului.

## Continuarea bătăliei
La 11 octombrie 1944, elemente ale Corpului 4 de Gardă de Cavalerie Pliev au ajuns la marginea orașului Debrețin. Deși acest corp a fost separat de forța sovietică principală, Pliev a reușise să evite încercuirea. Sub atacurile Armatei a 6-a de Gardă de Tancuri, linia frontului de lângă Oradea a fost împinsă în mod constant, în ceea ce istoricul Earl F. Ziemke a descris drept „una dintre cele mai sălbatice bătălii de tancuri din război”. Până la 12 octombrie, grupul lui Pliev a pierdut deja aproximativ 200 de vehicule blindate în luptă. La 14 octombrie 1944, linia frontului a împinsă 14 kilometri, Oradea fiind ocupată de forțele lui Malinovski. Mai departe spre nord, o nouă criză l-a amenințat pe Fretter-Pico. Frontul al IV-lea Ucrainean a atacat în cele din urmă, căzând asupra Armatei a 8-a Germane a lui Otto Wöhler.

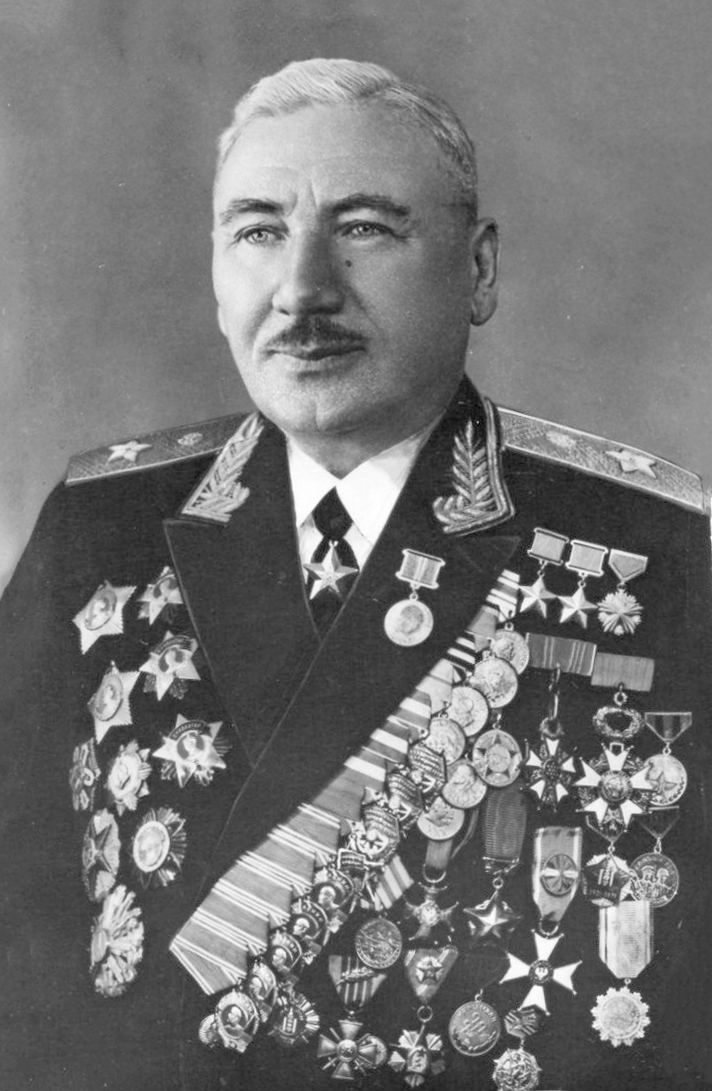
Issa Pliev

Malinovski s-a unit acum de grupul mecanizat de cavalerie Pliev. Forțându-și drumul prin rezistența Axei, în perioada 19-20 octombrie, trei divizii române (Divizia 2 și 3 Vânători de munte, plus Divizia Tudor Vladimirescu) au atacat și cucerit Debrețin ca parte a atacului Armatei a 27-a Sovietice pe flancul drept al Armatei a 6-a de Gardă de Tancuri. La 22 octombrie 1944, grupul lui Pliev a cucerit Nyíregyháza. Linia de comunicații a Armatei a 8-a a lui Wöhler a fost întreruptă. General-colonelul german Friessner i-a ordonat lui Wöhler să iasă din luptă și să se deplaseze la nord-vest de Nyíregyháza ca să încerce să formeze o linie defensivă. Această mișcare era deja în desfășurare atunci când Grupul mecanizat de cavalerie Pliev a tăiat liniile de comunicații ale lui Wöhler.
Pentru a face față amenințării crescânde, Diviziile germane 23 și 1 de Panzere, conduse de tancurile Tiger II ale Batalionului 503 Tancuri Grele au atacat spre est. Divizia 3 germană Vânători de munte a lui Paul Klatt, Divizia 15 Infanterie și Divizia 8 SS de Cavalerie Florian Geyer au fost desemnate ca forțele care atacă spre vest. La 24 octombrie 1944, forțele Diviziei 23 Panzer au ajuns la Nagykálló, care era deja ocupată de Divizia 3 germană de Vânători de munte.
La 26 octombrie, Divizia 23 Panzer a recucerit Nyíregyháza. Wöhler a început să-și mute Armata a 8-a prin calea de evacuare creată prin Nyíregyháza. La 28, armata lui Wöhler a scăpat din încercuire. În acest moment, majoritatea vehiculelor și armelor grele ale forțele lui Pliev erau distruse și astfel au mers spre sud pentru a ajunge la liniile sovietice. În ciuda încercării de distrugere a acesteia de către forțele germane, Grupul mecanizat de cavalerie al lui Pliev a revenit în acțiune la 10 noiembrie, în timpul avansării sovietice către Szeged.

## Urmări
Trei corpuri de armată ale Frontului al II-lea Ucrainean al lui Malinovski au suferit pierderi semnificative în timpul luptelor și atacul intenționat al Frontului al II-lea Ucrainean asupra Budapestei a fost întârziat. Contraatacul de la Nyíregyháza a fost ultima dată când forțele germane au reușit să învingă o forță complet echipată a Armatei Roșii în condiții egale. Germanii au reușit să restabilească o poziție stabilă pe linia frontului și, astfel, să împiedice avansul Frontului al II-lea Ucrainean ca să nu devină o catastrofă pentru Wöhler. Succesul german a fost totuși de scurtă durată, deoarece Nyíregyháza a fost recucerit de Armata Roșie la 30 octombrie, iar o altă ofensivă puternică a Armatei Roșii a fost deschisă spre sud, iar Budapesta a fost din nou obiectivul său, sovieticii ajungând în zona capitalei Ungariei la 7 noiembrie 1944. Orașul Debrețin a căzut la 20 octombrie în fața a două divizii române, Divizia 1 Infanterie română și Divizia „Tudor Vladimirescu“ fiind cele care au cucerit orașul, în ciuda numeroaselor contraatacuri germane și maghiare pentru a opri înaintarea lor. Ca urmare a victoriei lor, divizia română „Tudor Vladimirescu“ a fost redenumită la cererea lui Stalin, divizia „Tudor Vladimirescu - Debrețin”.
Operațiunea Debrețin a făcut ca forțele celui de-al doilea front ucrainean să înainteze peste 100 km spre vest în Ungaria, lăsând posibilitatea ca Frontul al II-lea și Frontul al III-lea Ucrainean să-și reînnoiască ofensiva către Budapesta. 
Bătălia de tancuri de la Debrețin a îndepărtat unitățile germane Panzer de la încercarea acestora de apărare a Budapestei. În cele din urmă, forțele Armatei Roșii au ocupat o treime a Ungariei (estul țării), ceea ce a împiedicat folosirea Carpaților Meridionali ca poziție de apărare pe timp de iarnă de către forțele Axei.